# Пиково (Липецкая область)
Пиково — село в Чаплыгинском районе Липецкой области России. Административный центр сельского поселения Пиковский сельсовет.

## Название
Происходит скорее всего от фамилии одного из первых переселенцев (Мартина Пикова) — служилых людей на Симбирской засечной черте, которые после упразднения перешли в разряд государственных крестьян. Второе слово в старом названии «рясы» — от протекающей по заболоченной местности речки. «Пиковые Рясы», то есть пиковские дворы на речке Рясе. В списке населённых мест Раненбургского уезда за 1862 год обозначено как село Пикольское, а на карте Шуберта конца XIX века как Пиковые Рясы.

## География
Местность, где находится село, носит название Рясское поле. Эти места богаты большими и малыми ручьями и реками, с вытекающей из болот «ржавой» водой, содержащей частички железной руды. Село располагается на правом берегу одной из таких рек Ягодной Рясе в 14 км от райцентра.

## История
Первоначально поселение, состоящее из четырёх дворов, носило название «Деревня». Рядом образовалось из переселенцев-однодворцев село «Никольское». Позднее появилась деревня «Шереметева». Со временем три поселения объединились в одно — село «Никольское, Пиковые Рясы тож». В Ряжских писцовых книгах за 1652 год записано «В поместье … жеребий села Никольского, что была пустошь Дикое поле, на реке на Рясах …, а в селе на вопчей земле часовня, где быть церкви великого чудотворца Николы, …».
В разное время село входило в состав Рязанской (Раненбургский уезд), Тамбовской (Липецкий уезд) губерний. В 1862 году в селе проживали государственные (казённые) крестьяне и насчитывалось 267 крестьянских двора. Имелась православная церковь и училище.

## Население
| 1859 | 1897  | 1906  | 2008 | 2010 |
| ---- | ----- | ----- | ---- | ---- |
| 1262 | ↗1876 | ↗2365 | ↘371 | ↗376 |

## Известные люди
В. В. Полянский — полковник ВДВ, Герой России.